# Municipio de Pioneer (condado de Rush)
El municipio de Pioneer (en inglés: Pioneer Township) es un municipio ubicado en el condado de Rush en el estado estadounidense de Kansas. En el año 2010 tenía una población de 367 habitantes y una densidad poblacional de 3,4 personas por km².

## Geografía
El municipio de Pioneer se encuentra ubicado en las coordenadas 38°31′46″N 99°4′55″O / 38.52944, -99.08194. Según la Oficina del Censo de los Estados Unidos, el municipio tiene una superficie total de 107.88 km², de la cual 107,88 km² corresponden a tierra firme y (0,01 %) 0,01 km² es agua.

## Demografía
Según el censo de 2010, había 367 personas residiendo en el municipio de Pioneer. La densidad de población era de 3,4 hab./km². De los 367 habitantes, el municipio de Pioneer estaba compuesto por el 94,01 % blancos, el 0,27 % eran afroamericanos, el 0,82 % eran amerindios, el 0,27 % eran asiáticos, el 3,27 % eran de otras razas y el 1,36 % eran de una mezcla de razas. Del total de la población el 4,63 % eran hispanos o latinos de cualquier raza.